# Желна
Желна́, или чёрный дя́тел (лат. Dryocopus martius), — вид птиц из семейства дятловых, распространённый в полосе лесов Евразии. В пределах ареала этот вид довольно легко определить — своими крупными размерами и чёрным оперением с красной шапочкой он заметно отличается от других дятлов. Оседлая птица, лишь во внегнездовой период иногда совершает небольшие кочёвки за пределы ареала. Живёт обособленно, пары образуются лишь на сезон размножения. Гнездится в зрелых высокоствольных лесах, где выбирает высокие мёртвые либо больные деревья без сучьев, в которых выбивает дупло. Питается древесными насекомыми и их личинками, в том числе муравьями, короедами, заболонниками, чем приносит несомненную пользу лесным насаждениям, как «санитар леса». Человеческого жилья избегает.

## Описание

### Внешний вид

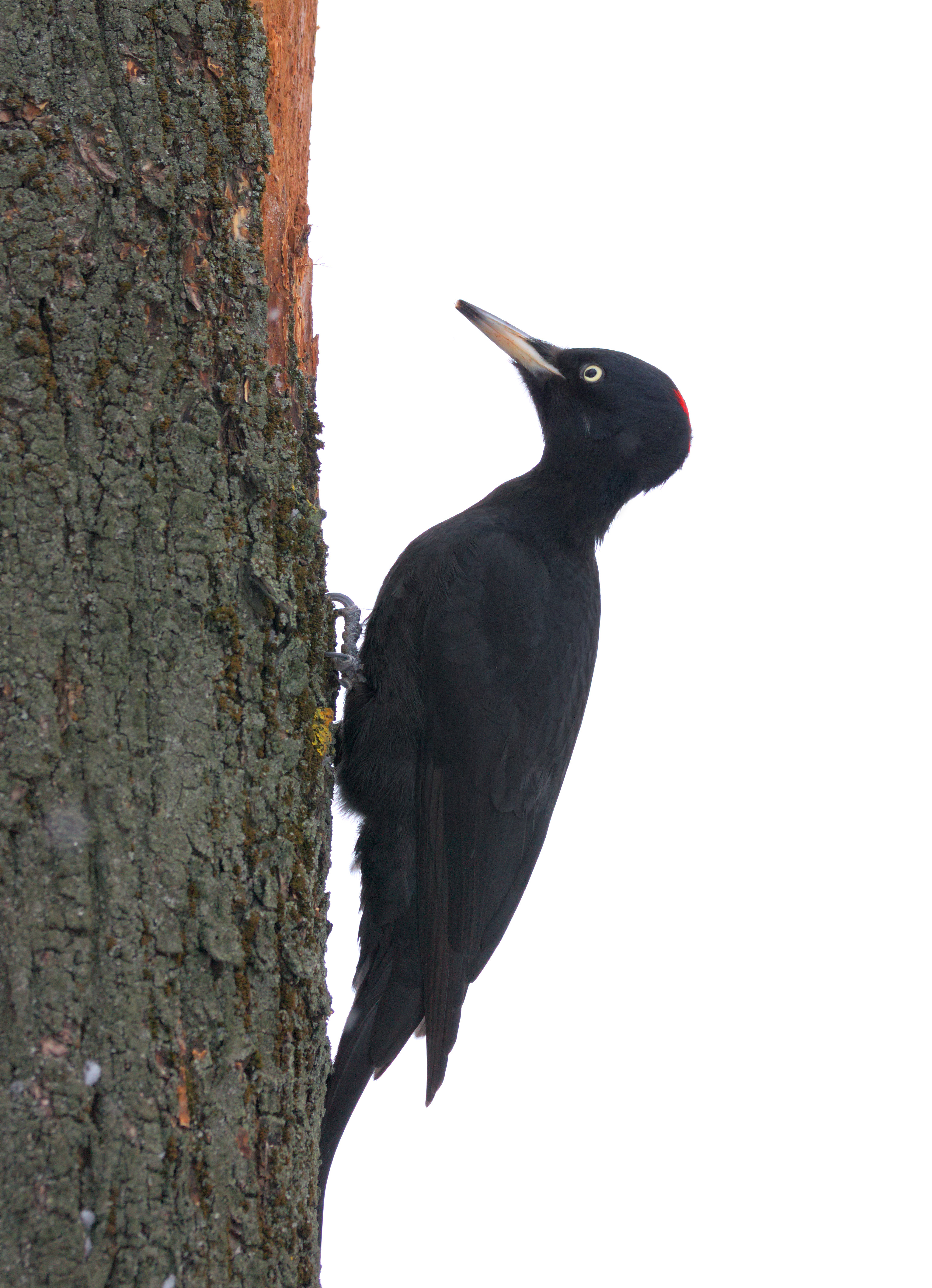
Самка

Это наиболее крупный дятел Западной Палеарктики, своими размерами лишь слегка уступает грачу, но в отличие от него имеет более стройное телосложение, длинную тонкую шею и длинный хвост. Длина 42—49 см, вес 250—450 г, размах крыльев 64—80 см.
Оперение взрослого самца блестяще-чёрное, за исключением верха головы, который имеет ярко-красное пятно в виде шапочки от основания клюва до затылка. У самки оперение также чёрное, однако по сравнению с самцом более тусклое и имеет буроватый оттенок, красное пятно небольшое и развито лишь на затылке. Клюв у обоих полов сероватый с желтизной на подклювье, очень мощный, долотообразный, длинный и прямой; ноги голубовато-серые; радужина беловатая либо светло-жёлтая. Молодые птицы похожи на взрослых, но имеют рыхлое оперение, окрашенное в менее яркие, матовые тона. Подбородок первогодок имеет сероватый оттенок, красное пятно на голове неотчётливое и иногда не выражено вовсе, клюв заострённый, преимущественно бледно-рогового цвета.

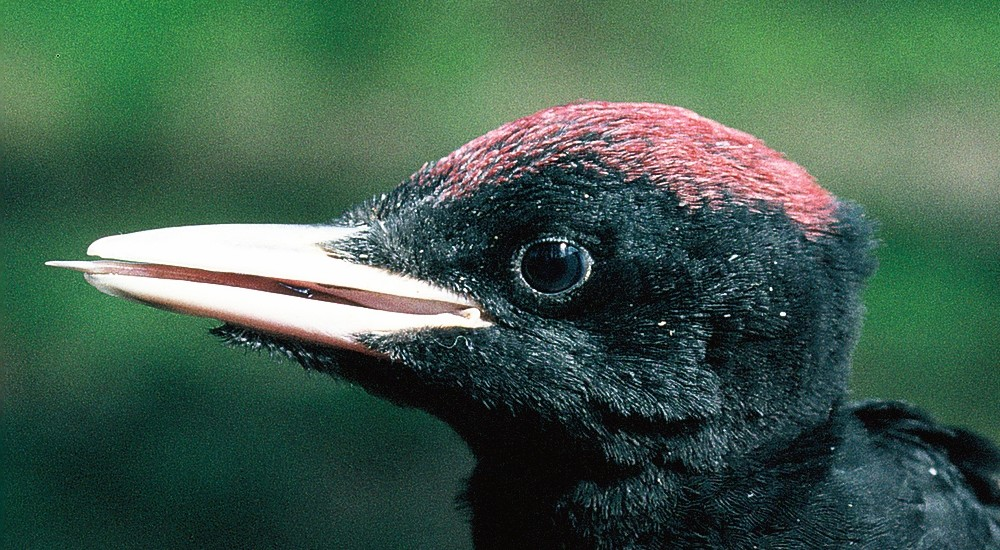
Молодая птица

Выделяют два подвида чёрного дятла: номинативный D. m. martius, распространённый на большей части территории, и D. m. khamensis, чья область распространения ограничена Юго-Западным Китаем и Тибетом (Цинхай к югу до северо-западного Юньнаня). У китайской формы общий окрас более насыщенный и блестящий, а размер несколько больше. Для номинативного подвида характерен так называемый «клин» — общие размеры постепенно увеличиваются с запада на восток, и популяции Дальнего Востока величиной почти не уступают подвиду khamensis. Череп желны массивный, его отличительная черта — большие затылочные гребни, отсутствующие у других дятлов; их появление связано с активными боковыми движениями головы.

### Голос
Криклив в течение всего года; обладает звучным голосом, слышным на большом расстоянии. Сигнал общения либо привлечения внимания — серия высоких мелодичных криков «крю-крю-крю-крю», в конце которых нередко звучит более низкое по тону долгое ноющее «клии», похожее на крик канюка. Брачное токование, кроме голоса также включающее в себя барабанную дробь, продолжается с первых чисел февраля до апреля, а у одиноких самцов вплоть до конца июня. Вторая волна тока наступает в августе, однако в этом месяце она менее интенсивна и нерегулярна. Токуют как самцы, так и самки. Барабанный стук продолжается 1,75—3 сек и хорошо слышен на расстоянии 2—4 км. Как правило, стук самцов более продолжительный.

## Распространение

### Ареал
Ареал чёрного дятла — лесная и лесостепная зоны Евразии от северных и восточных частей Пиренейского полуострова к востоку до Камчатки, побережий Охотского и Японского морей, островов Сахалин, Хоккайдо и северной части Хонсю . К северу гнездится до границы тайги, местами залетая в южную часть лесотундры. Наиболее северный район обитания — район полярного круга в Скандинавии, где желна встречается до 70° с. ш. На Кольском полуострове желна гнездится к северу до Хибин и верховьев Туломы, в районе Уральского хребта — до 62-й параллели, на Оби — до 63-параллели, в долине Енисея — до 65-й параллели, восточнее к северу до бассейна Нижней Тунгуски, Верхоянского хребта, бассейнов Яны, Индигирки и Колымы. На Камчатке встречается к северу до 62° с. ш.
В Западной и Южной Европе, Малой Азии ареал чёрного дятла сильно разрозненный и в основном привязан к равнинным зрелым хвойным и смешанным лесам с участием ели. Более плотная популяция отмечена в Восточной и Северной Европе и Сибири, а также на Большом Кавказе, в Закавказье, вдоль каспийского побережья Ирана. На Украине гнездится к югу до Карпат, Житомирской и Черниговской областей, в Европейской части России к югу до Орловской, Тамбовской, Пензенской областей и района Оренбурга. Восточнее в районе 53-й параллели южная граница ареала уходит в Казахстан, где достигает Тарбагатая и Саура, а далее проходит через южный Алтай, Хангай, Кентей, Хэйлунцзян и Корею. Отдельный участок находится в южном Китае от западной Сычуани к востоку до юго-западной Ганьсу и центральной Сычуани. За пределами материка встречается на Соловецких, Шантарских островах, Сахалине, Кунашире, Хоккайдо и, возможно, в северной части Хонсю.

### Места обитания

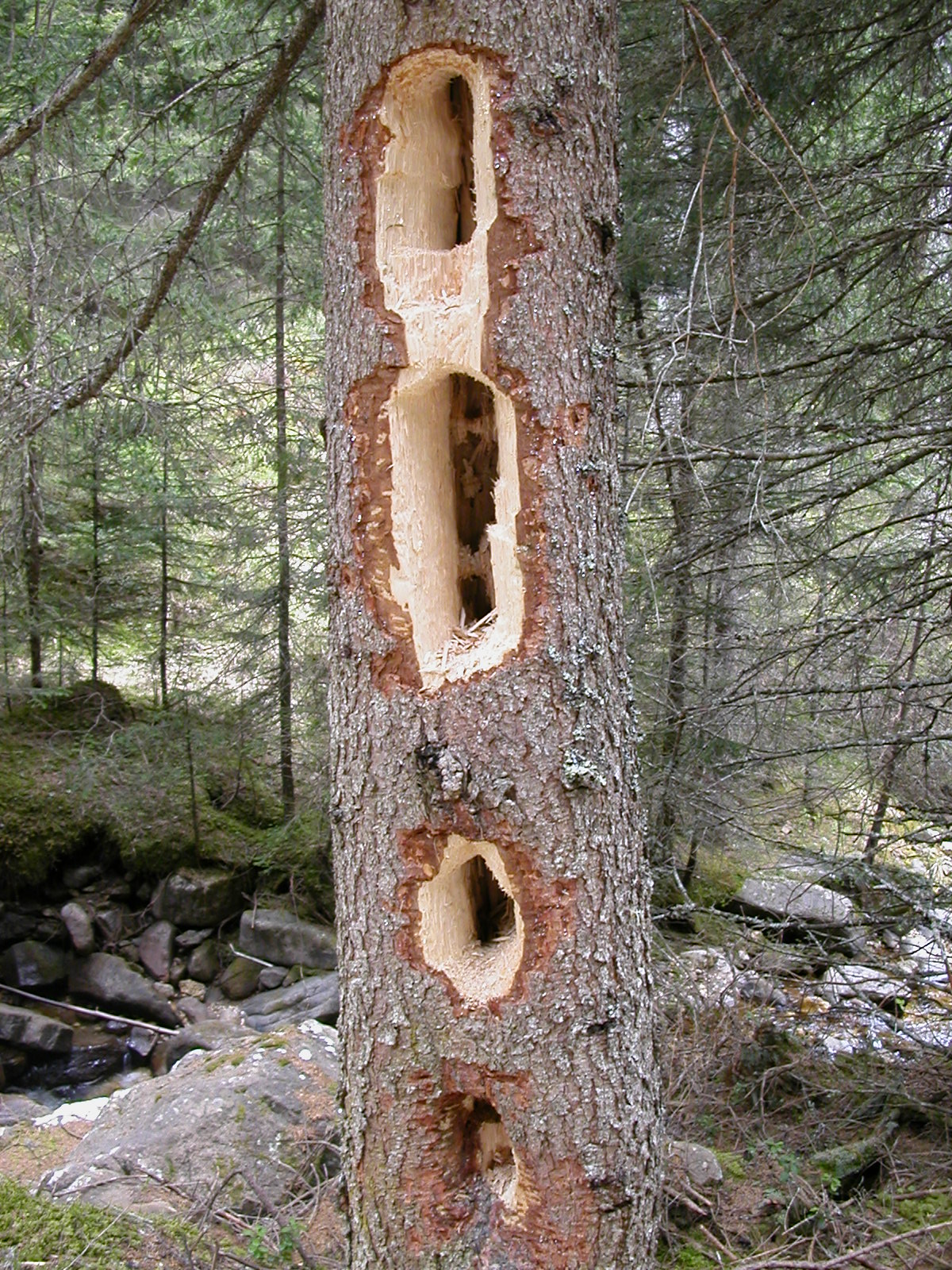
Дерево, обработанное желной

Ведёт оседлый образ жизни, однако зимой может совершать небольшие кочёвки за пределы основных биотопов. Населяет спелые высокоствольные леса, преимущественно хвойные и смешанные, но также иногда и широколиственные. Селится как в сплошных таёжных массивах, так и на небольших островках леса, в том числе и расположенных посреди степи. Нередко обитает на гарях, вырубках и участках с гнилыми, засыхающими и больными деревьями. В предгорьях и горных лесах Европы отдаёт предпочтение буковым или смешанным лесам с участием бука и пихты, но также населяет лесные массивы с преобладанием лиственницы, ели, европейского кедра и других пород деревьев. В Альпах встречается до верхней границы леса выше 2000 м над уровнем моря. На севере и востоке Европы, а также в Сибири основные места обитаний — хвойные и смешанные леса, часто еловые, в том числе и глухая тайга. Дятел не избегает присутствия человека и его иногда можно наблюдать в городских парках даже в дни массового скопления там людей. Каждая пара занимает в среднем 300—400 гектаров леса.

## Питание
Употребляет в пищу самых разнообразных насекомых-ксилофагов, при этом отдавая предпочтение муравьям и жукам. Растительные корма составляют очень незначительную долю рациона — в основном это плоды, ягоды и семена хвойных пород деревьев. Среди муравьёв преобладают крупные виды — красногрудый, краснобрюхий (Camponotus ligniperda) и чёрный муравьи-древоточцы, рыжий и бурый лесные муравьи, а также чёрный садовый муравей. Помимо поиска этих насекомых в древесине, дятлы нередко разоряют муравьиные кучи, поедая как взрослых особей, так и куколки. Среди других насекомых поедает имаго, куколок и личинок усачей, короедов, заболонников, златок, пилильщиков, рогохвостов, ихневмонид и пр.
В поисках корма дятел раздалбливает трухлявые пни и снимает с мёртвых деревьев кору, оставляя глубокие следы и отламывая крупные щепки толщиной с палец. Добираясь до муравьёв, иногда проделывает в муравейниках ходы глубиной до полуметра. Язык желны не такой длинный, как например у зелёного дятла, и вытягивается на длину лишь 5—5,5 см за кончик клюва (у зелёного он выходит примерно на 10 см), однако клюв гораздо более мощный и способен основательно «зачистить» древесину. Доставать корм птице помогает липкое вещество, выделяемое слюнными железами, а также направленные внутрь зубцы на кончике языка. Способность к долблению у этого дятла, однако, выражена не так ярко, как у большинства пёстрых дятлов.

## Размножение

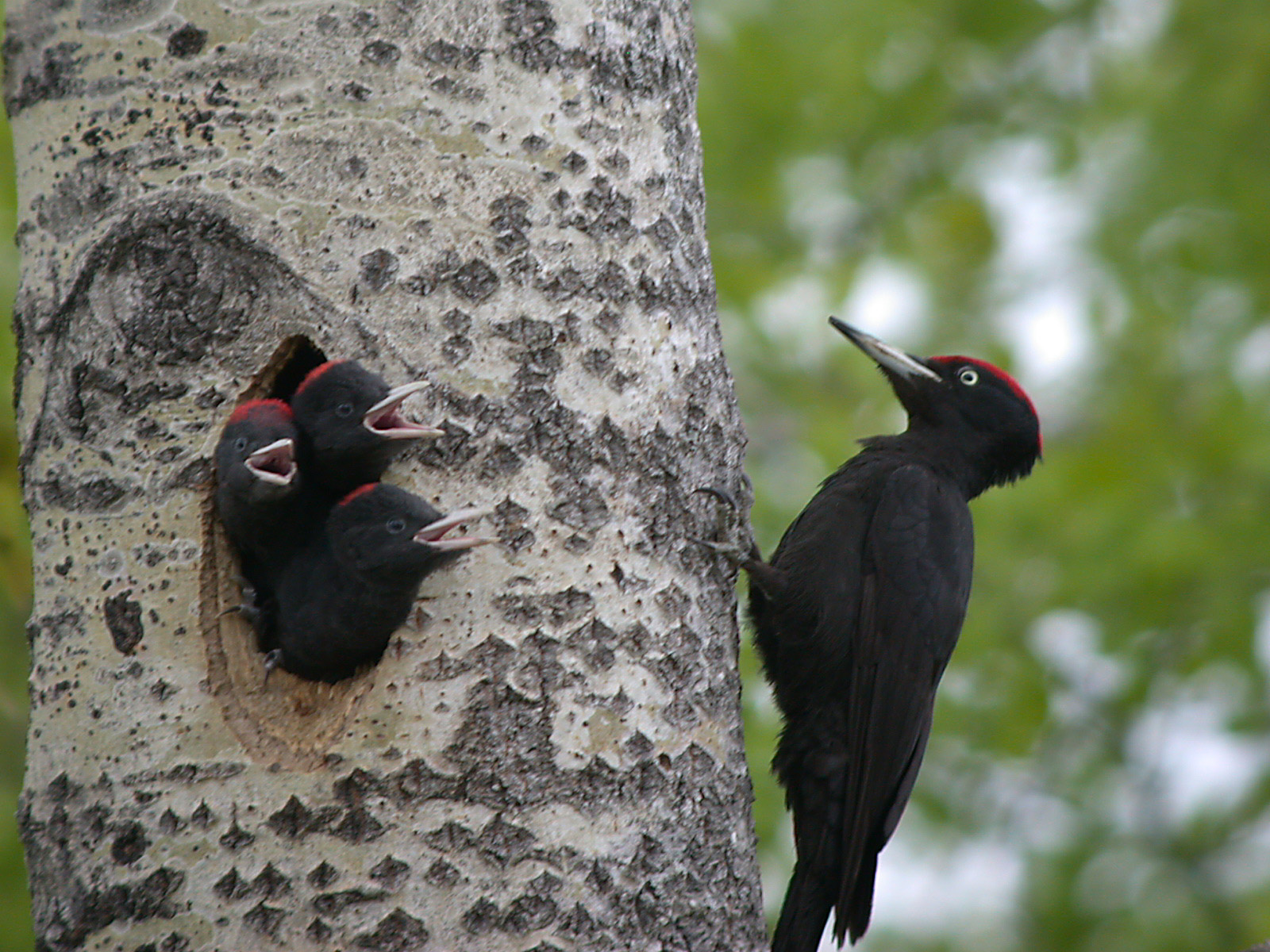
Самец с потомством

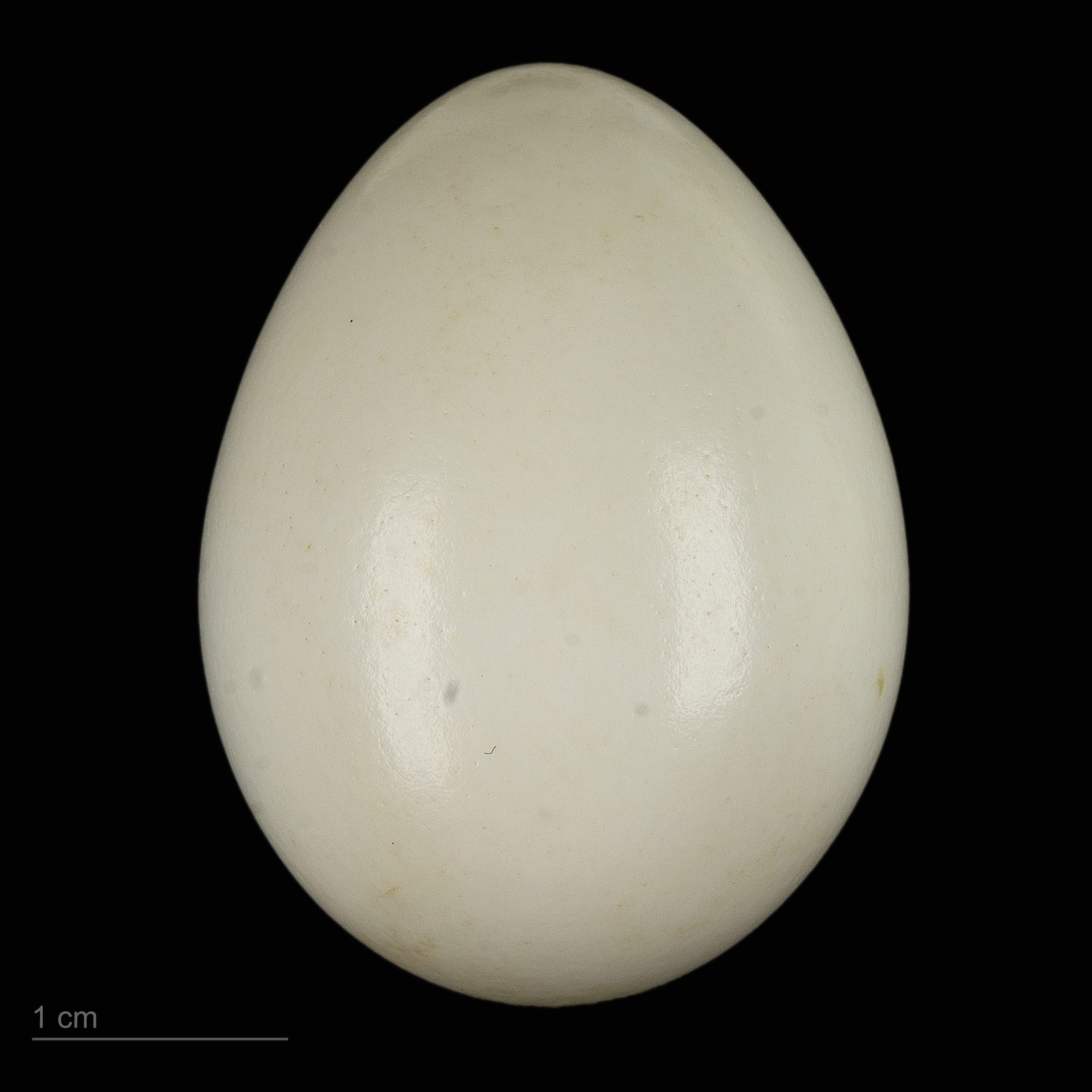
яйцо Dryocopus martius pinetorum - Тулузский музеум

К размножению приступает в конце первого года жизни, моногам. Пары образуются на один сезон, хотя при использовании одного и того же участка нередко воссоединяются вновь на следующий год. Если лесной участок имеет небольшие размеры, как например островок в степи, то самец и самка могут сосуществовать на нём вместе и вне сезона размножения; в противном случае птицы по окончании размножения разлетаются на разные участки либо в разные концы одного участка и держатся поодиночке. Занятие территории начинается поздней осенью, расстояние между соседними гнёздами составляет как минимум несколько сотен метров. Охраняемая территория, однако, ограничена лишь небольшим участком вокруг гнезда; более обширные кормовые территории иногда пересекаются друг с другом и это не приводит к конфликтам между гнездящимися по соседству птицами.
Весеннее пробуждение птиц начинается уже в солнечные дни  в конце января или начале февраля, однако наиболее интенсивный ток приходится на март и апрель: в этот период птицы активно долбят стволы, кричат и гоняются друг за другом, перепрыгивая с одного ствола на другой. Дупло обычно расположено на увядающей части ещё живого дерева, где отсутствуют сучья, на высоте 8—20 м от земли. Чаще всего используется старая осина, реже — сосна, ель, бук, лиственница, берёза и другие породы деревьев. Одно и то же гнездо может использоваться многократно, при этом вновь выдолбленное необязательно сразу используется для кладки яиц, а часто оставляется на следующий год. Строительство нового гнезда занимает десять—семнадцать дней, за это время под деревом скапливается толстый слой щепок. Долбят оба члена пары, однако бо́льшую работу выполняет самец, иногда тратя на это до тринадцати часов в сутки. Старые гнёзда освобождаются от мусора и при необходимости углубляются. Нередко прошлогоднее гнездо оказывается занятым другими птицами, и в этом случае дятел может выселить непрошеных гостей. Леток крупный и узкий, его форма может быть овальной либо почти прямоугольной. Средние размеры летка 8,5 x 12 см, глубина дупла 35–55 см, диаметр 15–20 см. Дополнительная подстилка отсутствует, дно покрыто лишь кусочками древесины.
В кладке обычно 3–6, чаще всего 4–5 небольших продолговатых яиц. Яйца белые, их размеры 30—39 х 22—28 мм. Насиживание, в отличие от большинства других дятлов, начинается не с последнего, а с первого или второго яйца — по этой причине птенцы появляются асинхронно в течение нескольких дней и заметно отличаются размерами. Длительность насиживания — 12—14 дней. Потомство выкармливают оба родителя, принося им крупные комки корма, почти полностью состоящие из муравьёв и их куколок. Слётки появляются через 24—28 дней после вылупления (в средней полосе России — в первой половине июня), перед этим птенцы подолгу высовываются из дупла и кричат. Взрослые птицы наоборот, возле гнезда ведут себя бесшумно. Первое время выводок держится на участке родителей, но в конце лета окончательно рассеивается. Продолжительность жизни желны составляет до семи лет. Максимально известный возраст в Европе был зарегистрирован в Финляндии — 14 лет.